# Carnegie Hall Tower
La Carnegie Hall Tower es un rascacielos situado en Nueva York, en la calle 57. Cuenta 60 pisos y 231 metros de altura y fue construido entre 1988 y 1991. Forma parte de un grupo de tres edificios altos (junto con el CitySpire Center y la Metropolitan Tower). Este edificio contiene pisos y oficinas, destacando la sala de conciertos Carnegie Hall. 
Concebido por el arquitecto César Pelli en 1987, este diseño ganó el premio del American Institute of Architects en 1994.

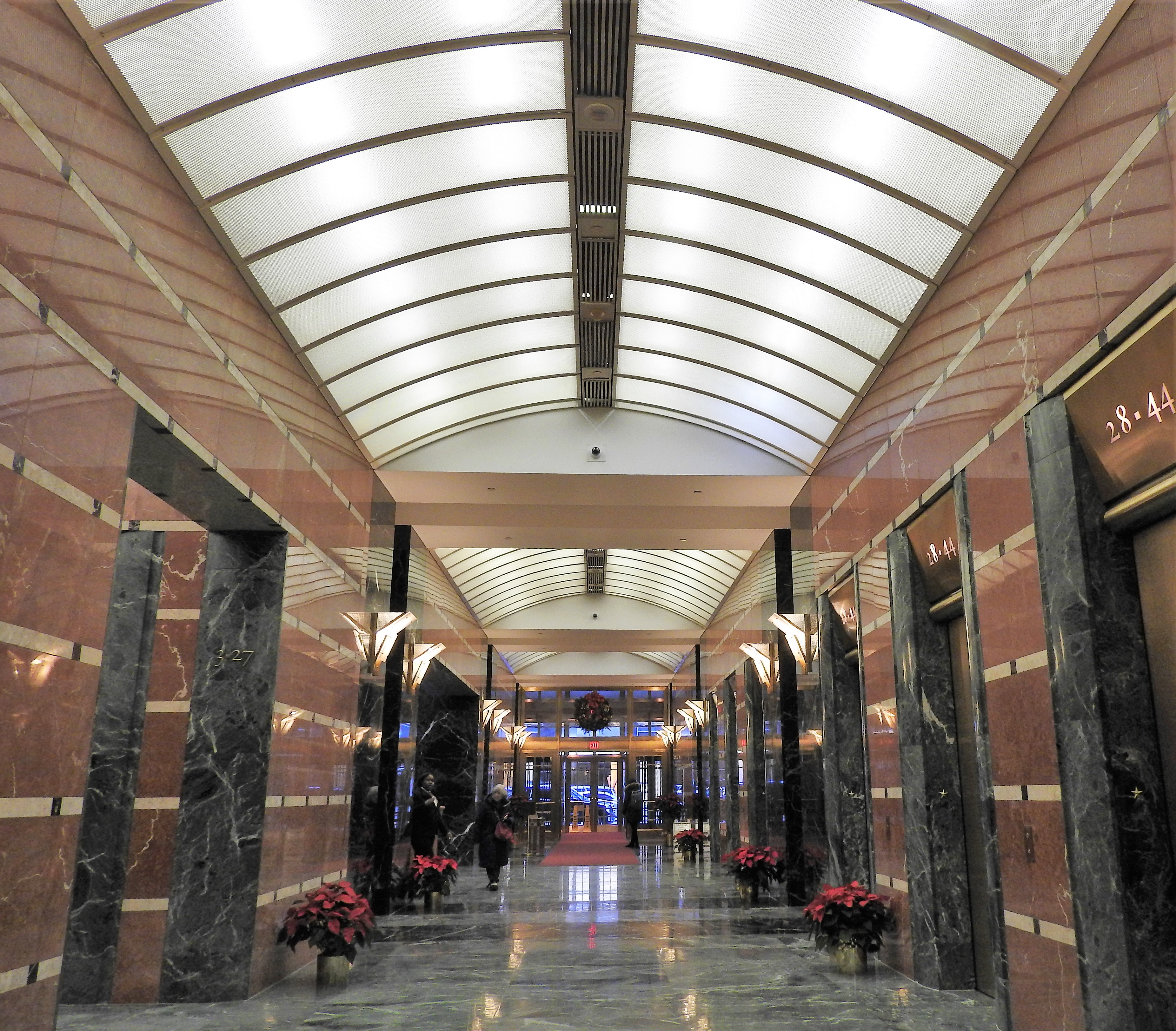
Vestíbulo

La Carnegie Hall Tower parece extremadamente delgada vista desde el frente (el eje principal tiene 15 m de ancho), sin embargo tiene amplios lados frente a sus vecinos, el Salón de té ruso, el Carnegie Hall y la Metropolitan Tower. Está recubierto de ladrillo y ladrillo de cristal de varios colores, con elementos prefabricados de hormigón, dinteles por encima de las ventenas y unas bandas metálicas cada seis pisos. La gran cornisa encima del eje es un enrejado abierto de secciones de acero de reborde amplio. El vestíbulo y salas de descanso están cubiertas de mármol y granito, y con madera y latón.
El sistema estructural de esta torre sumamente delgada (al parecer una relación de aspecto 15:1, pero todavía más delgado en 10:1, como aparece en la calle 56) son dos tubos de hormigón unidos en un punto concreto, diseñados por el ingeniero Jacob Grossman de Robert Rosenwasser Associates.